# Робърт А. Салваторе
Робърт Антъни Салваторе е американски писател на фентъзи и научна фантастика, известен с романите си по Света на Забравените Кралства и сагата Войната на Демона.

## Биография и творчество
Робърт Антъни Салваторе е роден на 20 януари 1959 г. в Лиоминстър, Масачусетс, САЩ. В семейството си той е най-малкият измежду седемте деца. По време на следването си в щатския колеж във Фитчбург, след като прочита подарената му за Коледа книга на Джон Роналд Руел Толкин Властелинът на пръстените, Салваторе се запалва по фентъзи.
По-сериозно да се занимава с писателска дейност започва през 1982, когато пише ръкопис, наречен Echoes of the Fourth Magic. През 1988 г. е издаден неговият първи роман – Кристалният Отломък, първа част от базираната върху Света на Забравените Кралства сага Долината на Мразовития вятър. С нея се появява един от неговите най-известни герои, станал емблематичен за Кралствата, – Дризт До`Урден – тъмен елф, който се противопоставя на стереотипа на своята зла раса и се бие в името на това, което вярва, че е справедливо. Впоследствие Салваторе създава свои собствени фентъзи светове, включени в трилогията Алената Сянка и поредицата Войната на Демона.
Освен с писането на книги, неговото име се свързва и със създаването на сценария за компютърната-, плейстейшън- и xbox игра Forgotten Realms: Demon Stone, както и с модул по ролевата игра Тъмници и Дракони.
Творбите на Салваторе са добре познати с напрегнатите и много умело описани битки, които се приписват на миналото му в бокса и дните, когато е работил като разтървач на сбивания.

### Забравените Кралства

#### Трилогия за Долината на Мразовития Вятър
- Кристалният Отломък (1988)
- Сребърни Реки (1989)
- Камъкът на Полуръста (1990)

#### Трилогия за Мрачния Елф
- Градът на Мрака (1990)
- Изгнание (1990)
- Убежище (1991)

#### Наследството на Мрака
- Наследство (1992)
- Беззвездна Нощ (1993)
- Обсадата на Мрака (1994)
- Пътеки към Утрото (1996)

#### Пътеките на мрака
- Потайно острие (1998)
- Гръбнака на света (1999)
- Саблено море (2001)

#### The Cleric Quintet
- Canticle (1991)
- In Sylvan Shadows]] (1992)
- Night Masks (1992)
- The Fallen Fortress (1993)
- The Chaos Curse (1994)

#### The Hunter's Blades Trilogy
- The Thousand Orcs (2002)
- The Lone Drow (2003)
- The Two Swords (2004)

#### Наемниците
- Слугата на отломъка (2000)
- Обещанието на краля вещер (2005)
- Пътят на Патриарха (2006)

#### War of the Spider Queen
- Dissolution (от Ричард Лий Байърс) (2002)
- Insurrection (от Томас М. Райд) (2002)
- Condemnation (от Ричард Бейкър) (2003)
- Extinction (от Лиза Смедман) (2004))
- Annihilation (от Филип Ътанс) (2004)
- Resurrection (от Пол С. Кемп) (2005)

### The Spearwielder's Tales
- The Woods Out Back (1993)
- The Dragon's Dagger (1994)
- Dragonslayer's Return (1995)

### Corona Novels
- The Highwayman (2004)

#### Войната на Демона
- Пробуждането на Демона (1997)
- Духът на демона (1998)
- The Demon Apostle (1999)
- Mortalis (2000)
- Ascendance (2001)
- Trascendence (2001)
- Immortalis (2003)

#### Chronicles of Ynis Aielle
- Echoes of the Fourth Magic (1990)
- The Witch's Daughter (1991)
- Bastion of Darkness (2000)

### Алената Сянка
- Мечът на Бедуир (1994)
- Хазартът на Лутиен (1996)
- Царят-дракон (1996)

### Междузвездни Войни: New Jedi Order
- Vector Prime (2000)

### Междузвездни Войни
- Клонингите Атакуват (роман по филм)

### Graphic Novel Adaptations
- Homeland
- Exile
- Sojourn
- Trial by Fire (2001)

### Други Новели
- Tarzan: The Epic Adventures

### Други
- The Accursed Tower – Модул по втората ревизия на ролевата игра Тъмници и Дракони
- Demon Stone – екшън ролева игра разбработена за PS2, XBox и PC със сценарий написан от Салваторе
- Menzoberranzan- класическа ролева игра за DOS излязла 1994 година

### Интересно
Внимание:  Текстът по-долу разкрива сюжета на произведението (или части от него)!
Когато се наел да напише Vector Prime- втората книга от сериите New Jedi Order, от Lucasfilm му наредили да убие Чубака, един от най-известните герои. Много фенове помислили, че Салваторе сам взел това решение и в резултат той получил смъртни заплахи.

### Интервюта
- Интервю от Александър Драганов за НКФХ „Конан“
- Interview Архив на оригинала от 2006-12-09 в Wayback Machine. от Джей Томьо за Fantasybookspot.com
- Интервю със Салваторе за wotmania.com
- Интервю за Flames Rising (Май 2006)
- Интервю в rasalvatore.com
- Интервю за Lavender Eyes Архив на оригинала от 2007-09-27 в Wayback Machine. (Октомври 2006)